# Lalli (Muhu)
Lalli – wieś w Estonii, w prowincji Sarema, w gminie Muhu.